# 勒德尔塞
勒德尔塞是德国巴伐利亚州的一个市镇。总面积11.50平方公里，总人口1686人，其中男性833人，女性853人（2011年12月31日），人口密度147人/平方公里。